# Hyposidra nivitacta
Hyposidra nivitacta là một loài bướm đêm trong họ Geometridae.